# Paola Borović
Paola Borović (* 26. Juni 1995 in Zadar) ist eine kroatische Leichtathletin, die Weit- und Dreisprung an den Start geht.

## Sportliche Laufbahn
Erste internationale Erfahrungen sammelte Paola Borović im Jahr 2011, als sie bei den Jugendweltmeisterschaften nahe Lille mit einer Weite von 12,82 m den achten Platz im Dreisprung belegte und in der Weitsprungqualifikation keinen gültigen Versuch zustande brachte. Anschließend erreichte sie beim Europäischen Olympischen Jugendfestival (EYOF) in Trabzon mit 12,24 m Rang neun im Dreisprung. 2013 schied sie bei den Junioreneuropameisterschaften in Rieti mit 12,74 m in der Dreisprungqualifikation aus und auch bei den Juniorenweltmeisterschaften 2014 in Eugene kam sie mit 5,83 m im Weitsprung und mit 13,02 m im Dreisprung nicht über die Vorrunde hinaus. 2015 wurde sie bei den U23-Europameisterschaften in Tallinn mit 13,21 m Neunte im Dreisprung und brachte in der Weitsprungqualifikation erneut keinen gültigen Versuch zustande. Anschließend klassierte sie sich bei den Balkan-Meisterschaften in Pitești mit 5,98 m und 13,11 m jeweils auf dem siebten Platz. Im Jahr darauf wurde sie dann bei den Balkan-Meisterschaften ebendort mit 6,36 m und 13,25 m jeweils Vierte. Auch bei den Balkan-Hallenmeisterschaften 2017 in Belgrad belegte sie mit 13,39 m den vierten Platz im Dreisprung und anschließend schied sie bei den U23-Europameisterschaften in Bydgoszcz mit 6,14 m in der Weitsprungqualifikation aus und erreichte im Dreisprung mit 13,14 m Rang zehn. Im Jahr darauf gewann sie bei den Balkan-Hallenmeisterschaften in Istanbul mit 13,43 m die Bronzemedaille im Dreisprung und auch bei den Freiluftmeisterschaften in Stara Sagora sicherte sie sich mit einer Weite von 13,55 m die Bronzemedaille, während sie im Weitsprung mit 6,12 m auf Rang sieben landete.
2019 gewann sie bei den Balkan-Hallenmeisterschaften in Istanbul mit 13,38 m erneut die Bronzemedaille und im Jahr darauf gewann sie bei den Hallenmeisterschaften ebendort mit 13,54 m die Silbermedaille. Bei den Freiluftmeisterschaften in Cluj-Napoca belegte sie mit 13,42 m den vierten Platz im Dreisprung und erreichte im Weitsprung mit 6,01 m Rang sieben. 2021 wurde sie bei den Balkan-Hallenmeisterschaften in Istanbul mit einem Sprung auf 13,37 m Fünfte und Ende Juni gelangte sie bei den Freiluftmeisterschaften in Smederevo mit 12,96 m auf Rang acht. Im Jahr darauf gelangte sie bei den Balkan-Hallenmeisterschaften in Istanbul mit 13,48 m auf Rang vier und im Juni wurde sie bei den Balkan-Meisterschaften in Craiova mit 12,96 m Zehnte. Anschließend schied sie bei den Europameisterschaften in München ohne einen gültigen Versuch in der Qualifikationsrunde aus. 2023 verpasste sie bei den Halleneuropameisterschaften in Istanbul mit 13,24 m den Finaleinzug und im Juni wurde sie bei der 2. Liga der Team-Europameisterschaft im Rahmen der Europaspiele in Chorzów mit 13,42 m Sechste. Im Jahr darauf gelangte sie bei den Balkan-Hallenmeisterschaften in Istanbul mit 13,20 m auf den zehnten Platz.
In den Jahren von 2014 bis 2023 wurde Borović kroatische Meisterin im Dreisprung sowie von 2014 bis 2017 und 2019, 2020 und 2023 auch im Weitsprung. Zudem siegte sie von 2014 bis 2024 im Dreisprung in der Halle und von 2015 bis 2017 sowie 2019 und 2020 auch im Weitsprung.

## Persönliche Bestleistungen
- Weitsprung: 6,36 m (+1,6 m/s), 26. Juni 2016 in Pitești
- Dreisprung: 13,61 m (+1,6 m/s), 8. August 2020 in Zagreb